# Ischnura chingaza
Ischnura chingaza – gatunek ważki z rodziny łątkowatych (Coenagrionidae).